# تشارلز هنري كرين
تشارلز ه كرين (بالإنجليزية: Charles H. Crane)‏ (و. 1825 – 1883 م) هو ضابط من الولايات المتحدة الأمريكية ولد في نيوبورت. كان واحدًا من الأطباء الذين حاولوا إسعاف الرئيس أبراهام لينكولن بعد إطلاق النار عليه في مسرح فورد بواشنطن.

## التعليم
تعلم في مدرسة طب هارفرد، وجامعة ييل.